# Bill Sidwell
Oswald William Thomas Sidwell, dit Bill Sidwell, né le 16 avril 1920 à Goulburn et mort le 19 août 2021 à Caringbah, est un joueur de tennis australien.

## Carrière
Spécialiste du double, il s'est dans un premier temps distingué en 1947 lorsqu'il atteint trois finales consécutives dans les tournois majeurs aux côtés de Tony Mottram, Tom Brown et Bill Talbert. Il remporte son unique Grand Chelem au Championnat des États-Unis en 1949 avec John Bromwich.
En simple, ses principaux résultats sont une demi-finale à l'Open d'Australie en 1948, 1949 et 1950. Il a effectué trois tournées en Europe et réalise sa meilleure saison en 1950 en étant huitième de finaliste à Wimbledon, demi-finaliste à Rome et à Hambourg.
Il a participé au sein de l'équipe d'Australie aux campagnes 1948 et 1949 de Coupe Davis qui ont vu son pays affronter à deux reprises les américains en finale. La seconde fois, après sa défaite en cinq sets contre Ted Schroeder, il remporte le double avec Bromwich face à Gardnar Mulloy et Bill Talbert (3-6, 4-6, 10-8, 9-7, 9-7).

## Palmarès (partiel)

### Titre en double messieurs
| No | Date       | Nom et lieu du tournoi                 | Catégorie | Surface      | Partenaire    | Finalistes                       | Score         |          |
| -- | ---------- | -------------------------------------- | --------- | ------------ | ------------- | -------------------------------- | ------------- | -------- |
| 1  | 26-08-1949 | US National Championships Forest Hills | G. Chelem | Gazon (ext.) | John Bromwich | Frank Sedgman George Worthington | 6-4, 6-0, 6-1 | Parcours |

### Finales en double messieurs
| No | Date       | Nom et lieu du tournoi                 | Catégorie | Surface      | Vainqueurs                   | Partenaire   | Score                   |          |
| -- | ---------- | -------------------------------------- | --------- | ------------ | ---------------------------- | ------------ | ----------------------- | -------- |
| 1  | 23-06-1947 | The Championships Wimbledon            | G. Chelem | Gazon (ext.) | Bob Falkenburg Jack Kramer   | Tony Mottram | 8-6, 6-3, 6-3           | Parcours |
| 2  | 14-07-1947 | Internationaux de France Paris         | G. Chelem | Terre (ext.) | Eustace Fannin Eric Sturgess | Tom Brown    | 6-4, 4-6, 6-4, 6-3      | Parcours |
| 3  | 06-09-1947 | US National Championships Forest Hills | G. Chelem | Gazon (ext.) | Jack Kramer Ted Schroeder    | Bill Talbert | 6-4, 7-5, 6-3           | Parcours |
| 4  | 22-01-1949 | Australian Championships Adélaïde      | G. Chelem | Gazon (ext.) | Adrian Quist John Bromwich   | Geoff Brown  | 1-6, 7-5, 6-2, 6-3      | Parcours |
| 5  | 1950       | Internationaux d'Italie Rome           |           | Terre (ext.) | Bill Talbert Tony Trabert    | Budge Patty  | 6-3, 6-1, 4-6, ab.      |          |
| 6  | 26-06-1950 | The Championships Wimbledon            | G. Chelem | Gazon (ext.) | John Bromwich Adrian Quist   | Geoff Brown  | 7-5, 3-6, 6-3, 3-6, 6-2 | Parcours |

### Finale en double mixte
| No | Date       | Nom et lieu du tournoi             | Catégorie | Surface      | Vainqueurs                     | Partenaire        | Score         |          |
| -- | ---------- | ---------------------------------- | --------- | ------------ | ------------------------------ | ----------------- | ------------- | -------- |
| 1  | 16-01-1948 | Australian Championships Melbourne | G. Chelem | Gazon (ext.) | Nancye Wynne Bolton Colin Long | Thelma Coyne Long | 7-5, 4-6, 8-6 | Parcours |